# Pont de Bir-Hakeim
Pont de Bir-Hakeim (česky Most Bir-Hakeim) je most přes řeku Seinu v Paříži sloužící silniční dopravě a lince 6 pařížského metra. Spojuje 16. obvod na pravém břehu a 15. obvod na levém a protíná severovýchodní cíp ostrova Cygnes. Most nese od roku 1948 jméno oázy v Kyrenaice, kde v roce 1942 francouzský generál Marie Pierre Kœnig čtrnáct dnů vzdoroval přesile Rommelových sil. Most byl 10. července 1986 zanesen mezi historické památky.

## Historie
První stavba na tomto místě byla kovová lávka pro pěší s názvem passerelle de Passy, která zde byla zřízena u příležitosti světové výstavy v roce 1878. V letech 1903–1905 zde byl postaven současný most pojmenovaný pont de Passy.

## Architektura
Most je ocelový se zděným pilířem na ostrově Cygnes. Má šest oblouků, na každé straně řeky tři, je 237 metrů dlouhý a 24,7 metrů široký. Viadukt je široký 7,30 m a je podpírán ocelovými sloupy.

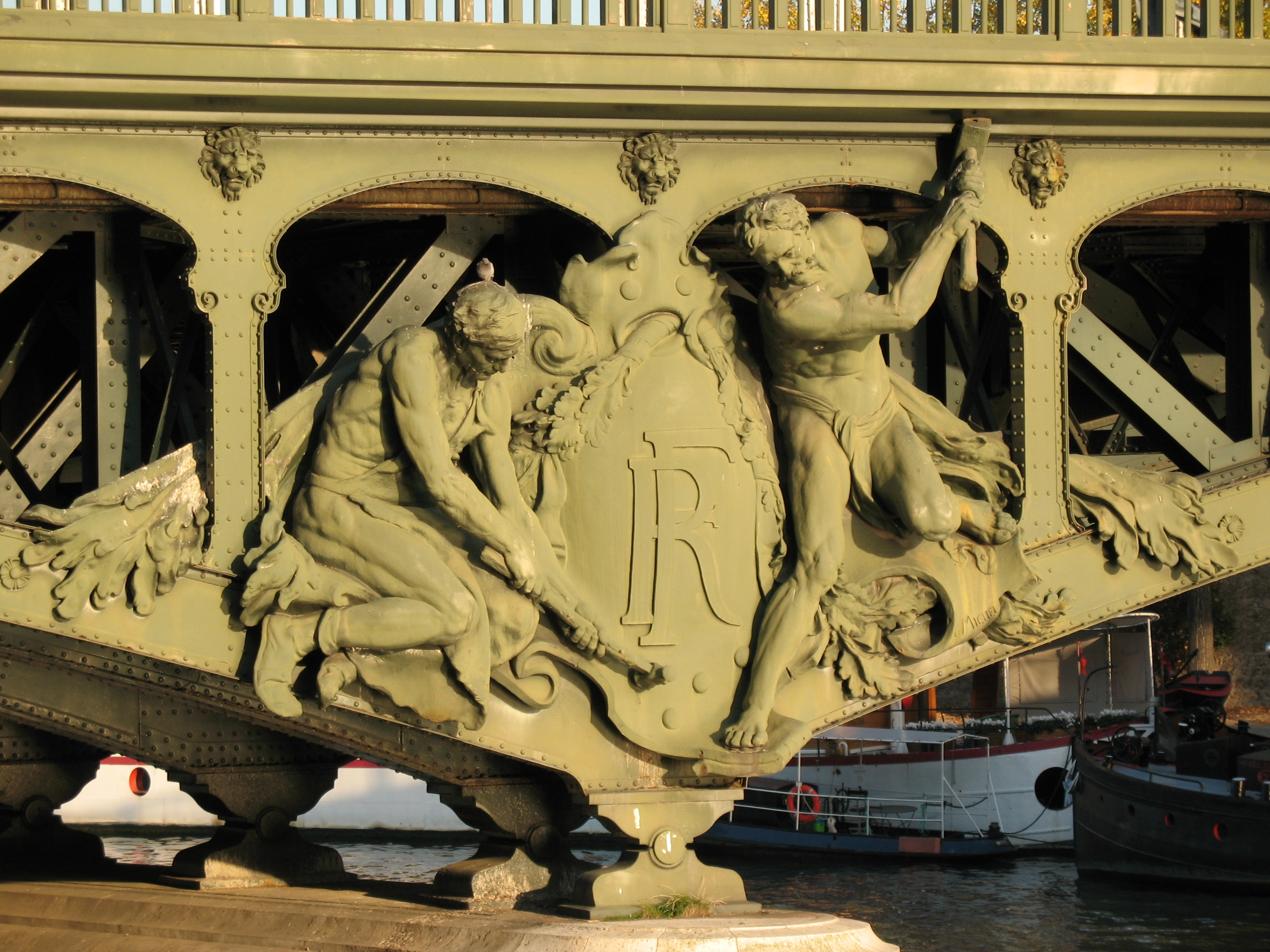
Sochy kovářů

Most má více funkcí. Skládá se ze spodního patra, které slouží chodcům a silniční dopravě. Na něm stojí viadukt, po kterém vede linka metra. Pod ním se nachází cyklostezka.
Most je zdoben čtyřmi monumentálními kamennými sochami, které se nacházejí na centrálním oblouku na ostrově Cygnes. Jedná se o alegorie La Science (Věda) a Le Travail (Práce) autora Julese Coutana umístěné proti proudu a L'Électricité (Elektřina) a Le Commerce (Obchod), autor Jean-Antoine Injalbert, na straně po proudu. Další socha z roku 1930 představující renesanční Francii se nachází na straně po proudu na úrovni vozovky. Další výzdobu nesou pilíře. Jedná se o kovové sochy námořníků, kteří připevňují na most znak Paříže a kovářů montující na most štít s písmeny RF (Francouzská republika). Tyto sochy se nacházejí v kopiích na obou stranách mostu.

## Most ve filmu
Most se objevil v několika filmech. Např. Strach nad městem z roku 1975, kde Jean-Paul Belmondo běží po střeše vlaku linky 6, Poslední tango v Paříži (1972) Bernarda Bertolucciho, Malý indián ve městě (1994) nebo Lovci pokladů: Kniha tajemství (2007) s Nicolasem Cagem či Zazie v metru (1960). Prozatím posledním filmem je Počátek s Leonardo DiCapriem, který byl dokončen v roce 2010.
V roce 1990 americká zpěvačka Janet Jacksonová natočila videoklip ke své písni Come Back To Me, kde se prochází ulicemi Paříže včetně mostu Bir-Hakeim.